# Casperelectronics
Casperelectronics ett företag grundat år 2000 av Pete Edwards. Företaget tillverkar musikinstrument av bortkastade leksaker som de sedan modifierar så att de ger ifrån sig andra/nya ljud. Ett reportage med Pete Edwards kunde ses i programmet Showroom som sändes i SVT år 2005.